# In die Sonne schauen
In die Sonne schauen is een Duitse dramafilm uit 2025, geregisseerd en mede geschreven door Mascha Schilinski. De hoofdrollen worden vertolkt door Luise Heyer, Lena Urzendowsky, Claudia Geisler-Bading, Lea Drinda, Hanna Heckt en Laeni Geiseler.

## Verhaal
De film vertelt het verhaal van vier vrouwen uit verschillende tijdperken, wier levens op een wonderlijke manier met elkaar verweven zijn. Ze beleven elk hun kindertijd of jeugd op dezelfde vierkantshoeve in de Altmark, maar terwijl ze door hun eigen heden zwerven, openbaren zich sporen van het verleden aan hen.

## Rolverdeling
| Acteur                 | Personage |
| ---------------------- | --------- |
| Luise Heyer            | Christa   |
| Lena Urzendowsky       | Angelika  |
| Claudia Geisler-Bading | Irm       |
| Lea Drinda             | Erika     |
| Hanna Heckt            | Alma      |
| Laeni Geiseler         | Lenka     |

## Productie
In maart 2023 werd het niet-verfilmde scenario, geschreven door Mascha Schilinski en Louise Peter, bekroond met de prestigieuze Thomas Strittmatterprijs. De jury selecteerde het script uit ruim 50 inzendingen, destijds nog onder de werktitel The Doctor Says I’ll Be Alright, But I’m Feelin Blue. Volgens de jury is het "een indrukwekkend, gelaagd werk dat nog lang zal bijblijven". De vier tijdsniveaus van de film zijn "kunstig met elkaar verweven" en het script bevat "ongelooflijk" memorabele beelden die "de transgenerationele erfenis vertellen en een mentaal beeld schetsen van de moraal van vier generaties".
De film werd gefinancierd door BKM-productiefinanciering, het Deutscher Filmförderfonds (DFFF) en de Mitteldeutsche Medienförderung - Nachwuchsförderung (MDM).

### Filmopnames
De filmopnames gingen door van midden juli tot begin september 2023 in de Duitse deelstaat Saksen-Anhalt.

## Release en ontvangst
In die Sonne schauen ging op 14 mei 2025 in première op het Filmfestival van Cannes in de competitie voor de Gouden Palm. De film won de juryprijs (ex aequo met Sirat).

## Prijzen en nominaties
De belangrijkste:
| Jaar | Prijs                   | Categorie   | Genomineerde(n)   | Uitslag     |
| ---- | ----------------------- | ----------- | ----------------- | ----------- |
| 2025 | Filmfestival van Cannes | Gouden Palm | Mascha Schilinski | Genomineerd |
| 2025 | Filmfestival van Cannes | Juryprijs   | Mascha Schilinski | Gewonnen    |